# Кривая (приток Войницы)
Кривая — река в России, протекает по территории коммуны Суомуссалми области Кайнуу Республики Финляндии и Луусалмского сельского поселения Калевальского района Республики Карелии. Длина реки — 12 км.
Река берёт начало из ламбины Кархулампи и течёт преимущественно в восточном направлении.
В общей сложности имеет четыре малых притока суммарной длиной 6,0 км.
Втекает на высоте 204 м над уровнем моря в реку Войницу, впадающую в озеро Ридалакши, которое протокой соединяется с озером Верхним Куйто.
Населённые пункты на реке отсутствуют.
Код объекта в государственном водном реестре — 02020000812102000003137.